# Zobowiązanie podatkowe
Zobowiązanie podatkowe – wynikające z obowiązku podatkowego zobowiązanie podatnika do zapłacenia na rzecz Skarbu Państwa, województwa, powiatu albo gminy podatku w wysokości, w terminie oraz w miejscu określonych w przepisach prawa podatkowego (art. 5 ordynacji podatkowej).
Zobowiązanie podatkowe powstaje z dniem zaistnienia zdarzenia, z którym ustawa podatkowa wiąże powstanie takiego zobowiązania (dotyczy to np. podatku dochodowego, VAT, od czynności cywilnoprawnych) lub z dniem doręczenia decyzji organu podatkowego, ustalającej wysokość tego zobowiązania (dotyczy to np. podatku od spadków i darowizn, dochodowego z działów specjalnych produkcji rolnej, karty podatkowej) (art. 21 ordynacji podatkowej).
Zobowiązanie podatkowe jest stosunkiem zobowiązaniowym powstałym wyłącznie na gruncie przepisów prawa podatkowego, odmiennie kształtowanym od zobowiązań cywilnych, mimo występowania istotnych podobieństw.
Określenie konkretnego momentu powstania zobowiązania podatkowego, z dokładnością co do dnia, ma zasadnicze znaczenie przy ustalaniu odpowiedzialności podatkowej osób trzecich. 
Z uwagi na nieostrość zapisu ustawowego, w przypadku powstawania zobowiązania podatkowego z mocy prawa, istnieją rozbieżne poglądy w sprawie ustalenia momentu powstania tego zobowiązania. 
Podstawową formą realizacji zobowiązania podatkowego jest zapłata podatku przez podatnika.
Zobowiązanie podatkowe wówczas wygasa. Za termin dokonania zapłaty podatku uważa się przy zapłacie gotówką dzień wpłacenia kwoty podatku w kasie organu podatkowego lub na rachunek tego organu w banku, w placówce pocztowej, w spółdzielczej kasie oszczędnościowo-kredytowej albo dzień pobrania podatku przez płatnika lub inkasenta. W tzw. obrocie bezgotówkowym terminem zapłaty podatku jest dzień obciążenia rachunku bankowego podatnika lub rachunku podatnika w spółdzielczej kasie oszczędnościowo-kredytowej na podstawie polecenia przelewu. Oznacza to, iż ustalając moment zapłaty podatku, bierze się pod uwagę dzień wykonania dyspozycji przelewu pieniędzy na rachunek organu podatkowego przez bank, a nie dzień złożenia w banku stosownej dyspozycji, ani dzień wpływu tych środków na rachunek organu.
Terminy płatności podatków, w sytuacji gdy zobowiązanie podatkowe powstaje z mocy prawa (podatki dochodowe, VAT, od czynności cywilnoprawnych) są ustalane w ustawach podatkowych regulujących te podatki. Termin płatności podatków, których wysokość jest ustalana decyzją organu podatkowego (np. podatek od nieruchomości, od spadków i darowizn), wynosi 14 dni od dnia doręczenia decyzji ustalającej wysokość zobowiązania podatkowego
Zobowiązanie podatkowe wygasa również na skutek wystąpienia innych zdarzeń. Są to:
1. pobranie podatku przez płatnika lub inkasenta;
2. potrącenie na wniosek podatnika z wzajemnej, bezspornej i wymagalnej wierzytelności podatnika wobec Skarbu Państwa, województwa, powiatu lub gminy, o ile spełnione są w tym zakresie warunki przewidziane ustawą,
3. zaliczenie nadpłaty podatku lub zaliczenia zwrotu podatku na poczet podatku,
4. zaniechanie poboru,
5. przeniesienie własności rzeczy lub praw majątkowych z podatnika na organ podatkowy na podstawie umowy,
6. przejęcie własności nieruchomości lub prawa majątkowego w postępowaniu egzekucyjnym,
7. umorzenie zaległości,
8. przedawnienie zobowiązania podatkowego.
9. zwolnienia z obowiązku zapłaty

Wśród nich wyróżnia się efektywne i nieefektywne sposoby wygasania zobowiązań podatkowych.
Przy czym za efektywne uważa się takie, które prowadzą do zaspokojenia roszczenia podatkowego. Zaś nieefektywne nie wiążą się z zaspokojeniem roszczenia.

## Literatura
- prof. Andrzej Borodo, Polskie prawo finansowe. Zarys ogólny, Toruń 2005, ISBN 83-7285-253-7.
- prof. Andrzej Gomułowicz, prof. Jerzy Małecki, Polskie prawo finansowe, Lexis Nexis, 2006, ISBN 83-7334-585-X.
- prof. Zbigniew Ofiarski, Prawo finansowe, C.H. Beck, ISBN 83-7483-506-0.